# Guglielmo Burelli
Guglielmo Burelli (Vicenza, Provincia de Vicenza, Italia, 30 de junio de 1936) es un exfutbolista italiano. Se desempeñaba en la posición de defensa.

## Clubes
| Club              | País   | Año         |
| ----------------- | ------ | ----------- |
| Lanerossi Vicenza | Italia | 1956 - 1960 |
| Juventus F. C.    | Italia | 1960        |
| Bologna F. C.     | Italia | 1960 - 1961 |
| Udinese Calcio    | Italia | 1961 - 1964 |
| A. S. Varese      | Italia | 1964 - 1966 |
| Toronto Falcons   | Canadá | 1967        |

## Palmarés

### Campeonatos nacionales
| Título      | Club           | País   | Año     |
| ----------- | -------------- | ------ | ------- |
| Copa Italia | Juventus F. C. | Italia | 1959-60 |
| Serie A     | Juventus F. C. | Italia | 1960-61 |